# Estonia ai Giochi della VII Olimpiade
L'Estonia ha partecipato ai Giochi della VII Olimpiade di Anversa, alla sua prima apparizione olimpica, con una delegazione di 14 atleti tutti uomini, suddivisi su 3 discipline.

## Medagliere

### Per discipline
| Sport             | Oro | Argento | Bronzo | Totale |
| ----------------- | --- | ------- | ------ | ------ |
| Atletica leggera  | 0   | 1       | 0      | 1      |
| Sollevamento pesi | 1   | 1       | 0      | 2      |
| Totale            | 1   | 2       | 0      | 3      |

### Medaglie
| Medaglia | Atleta         | Sport             | Evento       |
| -------- | -------------- | ----------------- | ------------ |
| Oro      | Alfred Neuland | Sollevamento pesi | Pesi leggeri |
| Argento  | Jüri Lossman   | Atletica leggera  | Maratona     |
| Argento  | Alfred Schmidt | Sollevamento pesi | Pesi piuma   |